# Gustav Schulze (Radsportler)

Gustav Schulze

Schulze gewinnt Rund um Berlin 1909

Gustav Schulze, genannt Galopp-Schulze, (* 4. September 1880 in Trebbin; † 1. November 1968) war ein deutscher Radrennfahrer.
1903 bestritt Gustav Schulze, der für den RV Fidelitas Trebbin startete, bei Rund um Berlin sein erstes Radrennen und belegte den 15. Platz. 1909 gewann er dieses Rennen bei den Amateuren über 242,7 Kilometer mit 9 Stunden 12 Minuten und 13 Sekunden. 1910 gewann er Rund um die Hainleite und 1912 Berlin–Cottbus–Berlin. Bei Quer durch Deutschland 1911, einem Vorgängerrennen der Deutschland-Rundfahrt, belegte er in der Gesamtwertung Rang sechs. Im Ostdeutschen Straßenderby in Breslau wurde er hinter Peter Strasser Zweiter. Im selben Jahr wurde er bei der Distanzradfahrt Wien–Berlin über 598,1 Kilometer Dritter. Bei der Rundfahrt durch Mitteldeutschland 1910 wurde er beschuldigt, Begleitfahrer benützt zu haben und auch auf andere Weise unterstützt worden zu sein, woraufhin ihm vom Wettfahrausschuss des Deutschen Radfahrer-Bundes der Rennsieg entzogen und der als Zweiter durchs Ziel gefahrene Karl Zander zum Sieger ernannt wurde.
Schulze war von Beruf gelernter Stellmachermeister. Sein Spitzname in Radsportkreisen war „Galopp-Schulze“. In den 1960er Jahren war er mehrfach Ehrengast bei Rund um Berlin und vollzog den Start zum Rennen. Im November 1968 starb er an den Folgen eines Oberschenkelhalsbruchs.